# Johann Laurenz Hofer
Johann Laurenz Hofer (19. dubna 1856 Biedermannsdorf – 11. června 1926 Marbach a. d. Donau) byl rakouský a český novinář a politik německé národnosti, na počátku 20. století poslanec Českého zemského sněmu a Říšské rady.

## Biografie
Vydával v Chebu list Egerer Nachrichten. Politicky patřil k nacionalistickému okruhu okolo Georga von Schönerera.
V doplňovacích volbách v roce 1898 se stal místo Wenzela Geblera poslancem Říšské rady (celostátní zákonodárný sbor), za městskou kurii, obvod Falknov, Loket, Horní Slavkov atd. Poslanecké křeslo obhájil za týž obvod ve volbách roku 1901. V této době se zapojil i do zemské politiky. Ve volbách v roce 1901 byl zvolen v kurii městské (volební obvod Kraslice) do Českého zemského sněmu. Politicky patřil k všeněmcům.